# Marty Natalegawa
Mohammad Marty Muliana Natalegawa is een Indonesische diplomaat en politicus. Van 2009 tot 2014, tijdens de tweede termijn van president Susilo Bambang Yudhoyono, was hij minister van buitenlandse zaken van Indonesië in het Verenigd Indonesië-kabinet II. Eerder was hij van 2005 tot 2007 de Indonesische ambassadeur in het Verenigd Koninkrijk en van 2007 tot 2009 permanent vertegenwoordiger bij de Verenigde Naties. 